# Maria Bachmann
Maria Bachmann (* 30. Januar 1964 in Miltenberg) ist eine deutsche Schauspielerin, Autorin und Filmregisseurin.

## Leben und Karriere
Maria Bachmann wuchs in Bürgstadt auf. Die gelernte Arzthelferin und Krankenschwester absolvierte von 1987 bis 1990 in Hamburg und Los Angeles ihre Ausbildung zur Schauspielerin, war Moderatorin bei Radio Hamburg und nahm Schauspielunterricht in Los Angeles. Bekannt wurde sie 1993 durch den Werbespot …dann klappt’s auch mit dem Nachbarn. 1995/1996 spielte sie die Hauptrolle in der Sitcom Die Viersteins des Senders ProSieben.
In ihrem Buch Panikrocker küsst man nicht (1992) schildert sie ihre Suche nach beruflichen Perspektiven und ihre Beziehung zu Udo Lindenberg. 1998 schrieb Bachmann ihr erstes Drehbuch für den Fernsehfilm Ein Mann fällt nicht vom Himmel (ZDF). 2000 übernahm sie die Regie für ihr Kino-Drehbuch Thema Nr. 1, mit dem sie auf dem Filmfest in München für den Regieförderpreis der HypoVereinsbank nominiert wurde. 2001 folgten die Drehbücher Ein Sommertraum (ZDF) und 2008 Fünf Tage Vollmond ARD Degeto. 2008 erschien ihr Sachbuch Fühl dich und sei frei – der Weg zur Freundschaft mit dir selbst, ein Ratgeber zum Umgang mit Gefühlen. 2013 folgte die literarische Erzählung über die Suche nach dem Glück Bin auf Selbstsuche – komme gleich wieder. 2019 erschien die autobiografische Erzählung Du weißt ja gar nicht, wie gut du es hast – von einer, die ausbrach, das Leben zu lieben.

## Filmografie
- 1993–2000, 2007: Adelheid und ihre Mörder (Fernsehserie)
- 1995–1996: Die Viersteins (Fernsehserie, 32 Folgen)
- 1995: Tatort: Blutiger Asphalt
- 1997: Der Todesbus
- 1999: Die Camper (Fernsehserie, Folge Die Anmache)
- 1999: Ein Fall für zwei (Fernsehserie, Folge Kalt erwischt)
- 1999: Der Bulle von Tölz: Tod aus dem All
- 2000: Die Affäre Semmeling
- 2000: Julia – Eine ungewöhnliche Frau (Fernsehserie, Folge Nie wieder)
- 2000: Ein Fall für zwei (Folge Schnelles Geld)
- 2001: Sommer und Bolten: Gute Ärzte, keine Engel (Fernsehserie, 13 Folgen)
- 2001: Clowns
- 2000–2025: Der Alte (Fernsehserie, 9 Folgen)
- 2003: Rosa Roth (Fernsehserie, Folge Die Gedanken sind frei)
- 2003: Der Bulle von Tölz (Fernsehserie, Folge Malen mit Vincent)
- 2003: Im Namen des Gesetzes (Fernsehserie, Folge Schüsse in der Nacht)
- 2004: Mit deinen Augen
- 2004: Mein Weg zu Dir heißt Liebe
- 2004: Küstenwache (Fernsehserie, Folge Wer den Wind sät)
- 2004: Geheimnis der Karibik
- 2004: Kommissarin Lucas (Fernsehserie, Folge Vertrauen bis zuletzt)
- 2004: Mit deinen Augen
- 2004–2022: In aller Freundschaft (Fernsehserie, 4 Folgen)
- 2004–2005: SOKO Wismar (Fernsehserie)
- 2006: Plötzlich Opa
- 2006: Balko (Fernsehserie, Folge Ausverkauf)
- 2005–2006: Arme Millionäre (Fernsehserie)
- 2006: Im Namen der Braut
- 2007: Unser Charly (Fernsehserie, Folge Auf eigene Faust)
- 2007: Alles außer Sex (Fernsehserie, Folge Kuss und Schluss)
- 2007–2020: Die Rosenheim-Cops (Fernsehserie, 4 Folgen)
- 2008–2013: SOKO München (Fernsehserie, 3 Folgen)
- 2009: Da kommt Kalle (Fernsehserie, Folge Hoteldiebe)
- 2009: Schicksalstage in Bangkok
- 2009: Zeit für Träume
- 2010: Zimmer mit Tante
- 2010, 2018, 2020: SOKO Kitzbühel (Fernsehserie)
- 2010: Tödlicher Rausch
- 2012: Heiter bis tödlich: Hubert und Staller (Fernsehserie, Folge Nachts, wenn die Wasserwacht)
- 2012: Notruf Hafenkante (Fernsehserie, Folge Einsatz für Wolle)
- 2012: Die Chefin (Fernsehserie, Folge Der Fall Seitz)
- 2015: Fack ju Göhte 2
- 2015: Krippenwahn (Kurzfilm)
- 2015: Weihnachts-Männer (Fernsehfilm, ARD)
- 2015: Um Himmels Willen (Fernsehserie, Folge Wunder gibt es immer wieder)
- 2016: München 7 (Fernsehserie, Folge Wahre Liebe)
- 2016: Wenn es Liebe ist (Fernsehfilm, ZDF)
- 2017: Inga Lindström – Kochbuch der Liebe (Fernsehfilm)
- 2017: Wilsberg – MünsterLeaks (Fernsehfilm, ZDF)
- 2017: Der perfekte Mord – Krimiduell (SAT1)
- 2017: 2 Sturköpfe im Dreivierteltakt
- 2018: Der Pass (Fernsehserie, Sky)
- 2019: Die Bergretter (Fernsehserie, Folge Tod am Dachstein)
- 2021: Nord bei Nordwest – Der Anschlag (Fernsehfilm, ARD)
- 2021: Lena Lorenz (Fernsehserie, Folge Hinter Gittern)
- 2021: SOKO Stuttgart (Fernsehserie, Folge Liebe mit Handicap)
- 2023: Rosamunde Pilcher (Fernsehserie, Folge Schlagzeile Liebe)
- 2022: Eine Person Ex (Kinokurzfilm)
- 2023: Watzmann ermittelt (Fernsehserie, Folge Zweimal gestorben)
- 2024: Der Alte (Serie, ZDF, Folge Der König von Maiersbrunn)

## Schriften
- Panikrocker küsst man nicht. Goldmann, München 1993, ISBN 3-442-42160-8.
- überarbeitete Neuauflage Panikrocker küsst man nicht, Goldmann, München, 2020, ISBN 978-3-442-14258-3.
- Fühl dich und sei frei! Der Weg zur Freundschaft mit dir selbst. Integral, München 2008, ISBN 978-3-7787-9198-1.
- Bin auf Selbstsuche – komme gleich wieder. 20 Jahre auf dem Weg zum Glück Randomhouse, München 2013, ISBN 978-3-453-28039-7.
- Du weißt ja gar nicht, wie gut du es hast – von einer, die ausbrach, das Leben zu lieben. Knaur, München 2019, ISBN 978-3-426-21455-8.